# چارلز جیمز (شیمیدان)
چارلز جیمز (انگلیسی: Charles James؛ زاده ۲۷ آوریل ۱۸۸۰ درگذشته ۱۰ دسامبر ۱۹۲۸) یک شیمی‌دان اهل انگلستان بود.